# Георгий (Пухатэ)
Епископ Георгий (в миру Александр Александрович Пухаев или Пухатэ, осет. Пухаты Алыксандр Алыксандры фырт; род. 25 февраля 1973, СССР) — епископ старостильной Церкви ИПЦ Греции (Синод Хризостома) на покое; епископ Аланский (2005—2011).

## Биография
Родился 25 февраля 1974 года в России. Его отец был осетином (позднее принял монашество с именем Христофор), а мать, имевшая русские и немецкие корни, скончалась, когда мальчику было 3 года.
В 1990 году поступил на химико-биологический факультет Цхинвальского университета.
Будучи студентом, стал одним из основателей православной осетинской общины в Цхинвали. Пытался получить поддержку у ставропольского митрополита Русской православной церкви Гедеона (Докукина) — по словам самого Георгия, митрополит в 1991 году благословил его «на ношение подрясника и стихаря, и по причине крайней нужды и военных событий, совершать крещение мирским чином».
Во время грузино-южноосетинской войны в начале 1990-х годов погибли трое его братьев.
В 1992 году епископом Тамбовским Лазарем (Журбенко), иерархом РПЦЗ, в состоянии целибата был последовательно хиротонисан в сан диакона и пресвитера. Был клириком Черноморско-Кубанской епархии РИПЦ.
В 1996 году окончил университет по специальности биохимия. С 1996 по 2003 год он преподавал в средней школе православную культуру.
На сайте Церковные ведомости РИПЦ ему давалась следующая характеристика «Уже давно его прихожан смущали такие факты, как разрешение совершать крестины священнику-осетину из МП в нашем храме, позволение брать у него благословение; нередко были встречи с делегациями священников МП из Северной Осетии, Пухатэ всегда любезно общался с этими клириками и не препятствовал своим прихожанам брать у них благословение; будучи священником РПЦЗ, Пухатэ мог зайти в храм МП г. Сочи и отстоять всю литургию. Пару раз он даже получал от каких-то патриархийных обществ награды. Смущало нас и то, что он постоянно выражал нам своё недовольство правящим архиереем (Вл. Вениамин отказывался выдвигать его кандидатуру для архиерейской хиротонии) и часто заявлял, что „если так будет продолжаться, я с покаянием уйду в МП“».
В 1999 году подписал соглашение с правительством Республики Южная Осетия о взаимодействии и взаимной помощи. К тому времени его силами было открыто 10 храмов.
В 2000 году архиепископом Лазарем (Журбенко) с наречением имени Георгий в честь великомученика Георгия Победоносца и удостоен сана игумена. Южная Осетия, с увеличением численности духовенства, теперь превратился в Южно-Осетинское благочиние РПЦЗ.
17—18 апреля 2002 года в храме Иверской Иконы Божией Матери в Воронеже принял участие во «II Всероссийском Совещании архиереев, духовенства и мирян Русской Истинно-Православной Церкви» под председательством архиепископа Лазаря (Журбенко), где значится как «Иерей Александр Пухатэ».
31 января 2003 года Синод противостоящих постановил принять в свою юрисдикцию Югоосетинское благочиние РПЦЗ, о чём в письменном виде известил первоиерарха РПЦЗ митрополита Лавра.
В ноябре 2003 года во время посещения Греции митрополитом Киприаном (Куцумбасом) был возведён в сан архимандрита и назначен епископским представителем в «Православной епархии Алании».
17 ноября 2005 года на заседании иерархии «Синода Противостоящих» была образована Аланская епархия, архимандрит Георгий был избран её правящим епископом.
Архиерейская хиротония состоялась 7 (20) ноября 2005 года в монастыре святых Киприана и Иустинии в Фили. Хиротонию совершили: митрополит Оропосский и Филийский Киприан (Куцумбас), митрополит Сиднейский и Ново-Южно-Уэльзский Хризостом (Алемангос), епископ Христианопольский Хризостом (Марласес) и епископ Мефонский Амвросий (Бэрд).
«Аланская епархия» стала фактически официальной Церковью Южной Осетии, а епископ Георгий присутствовал на всех государственных церемониях.
Был назначен также секретарём Отдела связей с русскоязычными общинами мира и со странами СНГ.
5 июня 2010 епископ Георгий взял годичный отпуск и покинул Южную Осетию (официально — по состоянию здоровья, неофициально — из-за разногласий с духовенством). 19 мая 2011 года Священным Синодом противостоящих освобожден от управления Аланской епархией и почислен на покой. Эти действия «Синода Противостоящих», спровоцированные интригами некоторых клириков Аланской епархии против бывшего правящего епископа, привели к протестам православных верующих. В поддержку отстраненного епископа Георгия было собрано свыше 1000 подписей. Заявление верующих было отправлено в греческий синод противостоящих и президенту Южной Осетии Эдуарду Кокойты. По их мнению, епископ Георгий «помог обращению народа Южной Осетии в православие, возродил христианские традиции крещения, венчания, отпевания, празднования православных праздников, как это принято во всем православном мире».
18 марта 2014 года вместе со всеми членами Синода противостоящих вошёл в состав ИПЦ Греции (Синод Хризостома).
21 сентября 2015 года президентом республики Леонидом Тибиловым награждён медалью «В ознаменование 25-й годовщины образования Республики Южная Осетия» за большие личные заслуги в деле духовного возрождения народа Республики Южная Осетия.
10 августа 2018 года встретился с Президентом Южной Осетии Анатолием Бибиловым.